# Koyuk (Alaska)
Pour les articles homonymes, voir Koyuk.
Koyuk (Quyuk en Iñupiaq) est une localité d'Alaska aux États-Unis située dans la Région de recensement de Nome, Sa population était de 332 habitants en 2010.

## Situation - climat
Elle est située à l'embouchure de la rivière Koyuk à l'extrémité nord-est de Norton Sound, sur la Péninsule de Seward, à 145 km à vol d'oiseau au nord-est de Nome.
Les températures moyennes vont de −22 °C à −13 °C en janvier, et de 8 °C à 17 °C en juillet.

## Histoire
Des traces d'occupation humaine ont été trouvées, datant de 6 à 8000 ans. Le village hébergeait essentiellement des populations nomades, sa position a été notée par Lavrenti Zagoskine en 1842-1844. Aux alentours de 1900, le village actuel, qui pouvait facilement être ravitaillé par mer commence à se peupler. La première école a ouvert en 1915, attachée à l'église, et le gouvernement américain en a construit une en 1928.

## Économie
L'économie locale est une économie de subsistance, basée sur la mer : chasse à la baleine, pêche et quelques activités commerciales basées sur ces dernières.
L'importation et la vente d'alcool sont interdites.[réf. nécessaire]

## Démographie
| 1930 | 1940 | 1950 | 1960 | 1970 | 1980 |
| ---- | ---- | ---- | ---- | ---- | ---- |
| 110  | 100  | 134  | 129  | 122  | 188  |

| 1990 | 2000 | 2010 | - | - | - |
| ---- | ---- | ---- | - | - | - |
| 231  | 297  | 332  | - | - | - |

### Source
- (en) CIS